# بندیتو کایرولی
بندیتو کایرولی (ایتالیایی: Benedetto Cairoli؛ ۲۸ ژانویهٔ ۱۸۲۵ – ۸ اوت ۱۸۸۹) یک سیاست‌مدار و دیپلمات اهل پادشاهی ایتالیا بود که از تاریخ  ۲۴ مارس ۱۸۷۸ تا تاریخ  ۱۹ دسامبر ۱۸۷۸ و بار دیگر از تاریخ ۱۴ ژوئیه ۱۸۷۹ تا تاریخ ۲۹ می ۱۸۸۱ سمت نخست وزیری ایتالیا را برعهده داشت.